# فيغولتينغن
فيغولتينغن (بالألمانية: Wigoltingen) هي واحدة من بلديات مقاطعة فاينفيلدن في كانتون تورغاو في سويسرا. تبلغ مساحتها 17.15 كيلومتر مربع، ويقدر عدد سكانها بـ 2374 نسمة (حسب تعداد ديسمبر 2015).